# Eunicea pallida
Eunicea pallida är en korallart som beskrevs av Garcia Parrado och Pedro M. Alcolado 1996. Eunicea pallida ingår i släktet Eunicea och familjen Plexauridae. Inga underarter finns listade i Catalogue of Life.